# ليندسي كناب
ليندسي كناب (بالإنجليزية: Lindsay Knapp)‏ هو لاعب كرة قدم أمريكية أمريكي، ولد في 25 فبراير 1970 في أرلينغتون هايتس في الولايات المتحدة.

## وصلات خارجية
- ليندسي كناب على موقع مرجع كرة القدم المحترفة.كوم (الإنجليزية)